# 洪庙基地
洪廟基地，又稱上海中邦奉城足球訓練基地，是坐落於中華人民共和國上海市奉賢區洪廟鎮洪運路20號的一個足球訓練基地。

## 概要
洪廟基地一期占地65畝，有3塊天然草坪球場與1塊人工草坪球場，總投入5000萬元人民幣。基地的二期計劃裏，將再開發300畝土地，這樣總共360畝的基地。上海洪廟青少年足球培訓中心由鄭彥於1998年8月正式開辦，由於成立時間跟松江泗涇青少年足球中心差不多，因此，洪廟基地也被看作是上海最早成立的一個足球青少年基地，在青少年足球培養方面，洪廟基地成為了資歷最老的一個。基地成立三個月後，時任上海浦東足球俱樂部總經理衛平把洪廟基地作為俱樂部梯隊的基地。2004年10月10日，衛平與鄭彥以1000萬元左右的價格簽約，收購洪廟基地並更名為上海中邦奉城足球訓練基地。隨後洪廟基地先後成為衛平旗下多支球隊（2005賽季上海中邦足球俱樂部，2008賽季上海眾邦足球俱樂部無錫中邦隊，2009-2010賽季上海中邦足球俱樂部浦東中邦隊，2011賽季上海中邦足球俱樂部全運隊）辦公和球員居住訓練的場所。2012年2月27日-2016年9月13日，上海申鑫足球俱樂部租用洪廟基地作為球隊的訓練基地。